# Coupe de Biélorussie de football 2003-2004
Navigation
Coupe de Biélorussie 2002-2003 Coupe de Biélorussie 2004-2005
La Coupe de Biélorussie 2003-2004 est la 13e édition de la Coupe de Biélorussie depuis la dissolution de l'URSS. Elle prend place entre le 4 juin 2003 et le 16 mai 2004, date de la finale au stade Dinamo de Minsk.
Un total de 37 équipes prennent part à la compétition, incluant l'intégralité des équipes de la saison 2003 des trois premières divisions biélorusses, à l'exception de huit équipes de deuxième et troisième division qui refusent de participer au tournoi pour des raisons financières.
La compétition suivant un calendrier sur deux années, contrairement à celui des championnats biélorusses qui s'inscrit sur une seule année, celle-ci se trouve de fait à cheval entre deux saisons de championnat ; ainsi pour certaines équipes promues ou reléguées durant la saison 2003, la division indiquée peut varier d'un tour à l'autre.
Le Chakhtior Salihorsk remporte sa première coupe nationale à l'issue de la compétition au détriment du FK Homiel. Cette victoire permet au club de se qualifier pour le premier tour de qualification de la Coupe UEFA 2004-2005.

## Premier tour
| Date        | Locaux                    | Score                | Visiteurs                    |
| ----------- | ------------------------- | -------------------- | ---------------------------- |
| 4 juin 2003 | Kommounalnik Jlobine (D3) | 1 - 2                | (D2) FK Smarhon              |
| 4 juin 2003 | FK Homiel-2 (D3)          | 0 - 1 ap             | (D2) FK Biaroza              |
| 4 juin 2003 | Livadia Dziarjinsk (D3)   | 0 - 2                | (D2) Vedrytch-97 Retchytsa   |
| 4 juin 2003 | FK Baranavitchy (D3)      | 2 - 1                | (D2) Dniepr-DUSC-1 Rahatchow |
| 4 juin 2003 | Veras Niasvij (D3)        | 1 - 2 ap             | (D2) Khimik Svietlahorsk     |
| 4 juin 2003 | Zaboudova Tchysts (D3)    | 0 - 0 ap (4 - 2 tab) | (D2) Kommounalnik Slonim     |
| 4 juin 2003 | Soj Krytchaw (D3)         | 0 - 4                | (D2) Granit Mikachevitchy    |
| 4 juin 2003 | FK Assipovitchy (D3)      | 1 - 1 ap (4 - 3 tab) | (D2) Nioman Masty            |

## Seizièmes de finale
Les équipes de la première division 2003 font leur entrée à partir de ce tour.
| Date         | Locaux                       | Score    | Visiteurs                 |
| ------------ | ---------------------------- | -------- | ------------------------- |
| 9 août 2003  | Lokomotiv Vitebsk (D2)       | 1 - 0    | (D1) Slavia Mazyr         |
| 9 août 2003  | FK Baranavitchy (D3)         | 0 - 1    | (D1) Chakhtior Salihorsk  |
| 9 août 2003  | Torpedo-Kadino Mahiliow (D2) | 1 - 2    | (D1) Naftan Novopolotsk   |
| 9 août 2003  | MTZ-RIPA Minsk (D2)          | 3 - 2 ap | (D1) Torpedo-SKA Minsk    |
| 9 août 2003  | FK Biaroza (D2)              | 0 - 2    | (D1) Dinamo Minsk         |
| 9 août 2003  | Khimik Svietlahorsk (D2)     | 4 - 2    | (D1) Zvyazda-VA-BDU Minsk |
| 9 août 2003  | Vedrytch-97 Retchytsa (D2)   | 1 - 2    | (D1) Nioman Hrodna        |
| 9 août 2003  | Pinsk-900 (D2)               | 0 - 4    | (D1) Belchina Babrouïsk   |
| 9 août 2003  | FK Smarhon (D2)              | 1 - 4    | (D1) Maladetchna-2000     |
| 9 août 2003  | Granit Mikachevitchy (D2)    | 1 - 0    | (D1) Dinamo Brest         |
| 9 août 2003  | FK Assipovitchy (D3)         | 0 - 4    | (D1) Torpedo Jodzina      |
| 10 août 2003 | Zaboudova Tchysts (D3)       | 0 - 4    | (D1) BATE Borisov         |

## Huitièmes de finale
| Date           | Locaux                   | Score                | Visiteurs                      |
| -------------- | ------------------------ | -------------------- | ------------------------------ |
| 8 octobre 2003 | Lokomotiv Minsk (D1)     | 1 - 0 ap             | (D2) Granit Mikachevitchy      |
| 8 octobre 2003 | Chakhtior Salihorsk (D1) | 5 - 1                | (D1) Maladetchna-2000          |
| 8 octobre 2003 | Naftan Novopolotsk (D1)  | 1 - 1 ap (4 - 3 tab) | (D1) Torpedo Jodzina           |
| 8 octobre 2003 | Lokomotiv Vitebsk (D2)   | 1 - 0                | (D1) Daryda Minsk Rayon        |
| 8 octobre 2003 | BATE Borisov (D1)        | 3 - 0                | (D1) Belchina Babrouïsk        |
| 8 octobre 2003 | Khimik Svietlahorsk (D2) | 0 - 1                | (D1) FK Homiel                 |
| 8 octobre 2003 | Nioman Hrodna (D1)       | 3 - 0                | (D2) MTZ-RIPA Minsk            |
| 8 octobre 2003 | Dinamo Minsk (D1)        | 5 - 1                | (D1) Dniepr-Transmach Mahiliow |

## Quarts de finale
| Date         | Locaux                  | Score | Visiteurs                |
| ------------ | ----------------------- | ----- | ------------------------ |
| 3 avril 2004 | FK Homiel (D1)          | 3 - 1 | (D2) Lokomotiv Minsk     |
| 3 avril 2004 | Naftan Novopolotsk (D1) | 1 - 0 | (D1) Dinamo Minsk        |
| 3 avril 2004 | Nioman Hrodna (D1)      | 1 - 2 | (D1) Chakhtior Salihorsk |
| 3 avril 2004 | BATE Borisov (D1)       | 3 - 0 | (D1) Lokomotiv Vitebsk   |

## Demi-finales
Les matchs aller sont joués le 7 avril 2004 tandis que les matchs retour sont joués le 11 avril 2004.
| Équipe 1                 | Score | Équipe 2                | Aller | Retour |
| ------------------------ | ----- | ----------------------- | ----- | ------ |
| Chakhtior Salihorsk (D1) | 5 - 2 | (D1) Naftan Novopolotsk | 2 - 1 | 3 - 1  |
| BATE Borisov (D1)        | 3 - 5 | (D1) FK Homiel          | 1 - 2 | 2 - 3  |

## Finale
| Entraîneur :    |
| Sergueï Podpaly |

| Entraîneur :        |
| Iouri Vergueïtchouk |

| Entraîneur :    |
| Sergueï Podpaly |

| Entraîneur :        |
| Iouri Vergueïtchouk |